# Kurubara Abbur, Arkalgud
Kurubara Abbur là một làng thuộc tehsil Arkalgud, huyện Hassan, bang Karnataka, Ấn Độ.